# Nebel, Nordfriesland
Nebel (Öömrang: Neebel) là một đô thị thuộc huyện Nordfriesland, bang Schleswig-Holstein, Đức.